# Aplochlora eucosmeta
Aplochlora eucosmeta là một loài bướm đêm trong họ Geometridae.